# Великий Уссурійський
Великий Уссурійський (рос. о́стров Большо́й Уссури́йский; кит.: 黑瞎子島; піньїнь: Hēixiāzi Dǎo) — річковий острів розташований в місці злиття річок Уссурі й Амур, в безпосередній близькості до російського міста Хабаровськ. Острів розділений між Китаєм і Росією. Має площу близько 350 км² і знаходиться поряд з китайським островом Yinlong (Тарабаров) і ще кількох десятків маленьких острівців. Китай претендує на повне володіння островом.